# Planeta troyano

Puntos de Lagrange, L4 y L5 representan las posiciones troyanas.

Un planeta troyano es un objeto hipotético de tamaño planetario que tendría una órbita compartida con otro planeta del cual sería troyano. Estos dos cuerpos compartirían órbita pero sin llegar a sobrepasarse ni chocar, ya que la condición de troyano hace que se mantenga estable en un punto de la órbita del planeta principal a 60°, o 300° (también a 180° sería coorbital sin ser troyano), dependiendo el punto de Lagrange en el que se encontrara.
En astronomía, la configuración coorbital se refiere a dos o más objetos astronómicos (como asteroides, lunas o planetas) que orbitan a la misma, o muy similar, la distancia de su objeto padre como los demás, es decir, que están en una resonancia orbital 1:1. (o 1:-1 si uno de los cuerpos tienen una órbita retrógrada).
El descubrimiento de un par de exoplanetas coorbitando ha sido anunciado pero luego fue desestimado.
La condición de troyano hace que un planeta terrestre pueda estar en la zona de habitabilidad de una estrella que mantiene a un gigante gaseoso cerca de ella.
Hay muchas clases de objetos coorbitales, dependiendo de su punto de calibración. Los objetos troyanos son los que se sitúan en los puntos de Lagrange L4 y L5 respectivamente a 60° y -60° (o 300°) del planeta. Otra clase es la órbita de herradura, en el que los objetos libran sus órbitas alrededor de 180° desde el cuerpo más grande. Objetos librando alrededor de 0° se llaman cuasisatélites.
Un intercambio orbital se produce cuando dos objetos coorbitales son de masas similares y, por lo tanto, ejercen una influencia no despreciable sobre la otra. Los objetos pueden intercambiar sus semiejes mayores o excentricidades cuando se acercan el uno al otro.

## Formación delsistema Tierra-Luna

Posición de Theia antes de la gran colisión

De acuerdo con la Teoría del gran impacto, la Luna se formó tras la colisión entre dos objetos planetarios coorbitales, Theia, de un tamaño y masa similar a la de Marte, y la Tierra (o más bien proto-Tierra) – cuyas órbitas fueron perturbadas por otros planetas, tras haber estado Theia en posición de Troyano durante millones de años.